# Achaacha
Achaacha (în arabă عشعاشة) este o comună din provincia Mostaganem, Algeria.
Populația comunei este de 34.789 de locuitori (2008).